# Multiculturele Televisie Nederland
Multiculturele Televisie Nederland (MTNL) was tot en met 2012 een Nederlandse televisieproducent. MTNL maakt tv-programma's die multiculturele onderwerpen belichten en herkenbaar zijn voor een breed publiek.

## Geschiedenis
MTNL heette tot 2001 MTV-Amsterdam (Migranten Televisie Amsterdam). MTV was gevestigd op het adres Weteringschans 84c en had een opnamestudio in Mediacentrum De Kroon aan het Rembrandtplein. In eerste instantie zond de zender alleen uit via de Amsterdamse kabel op het A1-kanaal van UPC.
Onder de oprichters van Migranten Televisie Amsterdam waren Gerard Reteig (hoofdredacteur tot 1 januari 2007) en Peter Schaapman. In de beginjaren van Migranten Televisie volgden veel allochtone programmamakers er een opleiding, onder wie presentator Prem Radhakishun. Ook Ahmed Aboutaleb, Noraly Beyer, Ivette Forster en Samira Bouchibti (Abbos) hebben banden met Migranten Televisie.
In 2001 werd de naam MTV-Amsterdam veranderd in MTNL. Tot eind 2004 werden er programma's gemaakt in het Nederlands, Turks, Marokkaans, Surinaams en Papiaments, vanaf 2005 werd er alleen nog in het Nederlands uitgezonden. In 2006 was er voor het eerst een MTNL-programma te zien op de landelijke televisie. Het opinieprogramma Boter Kaas en Eieren werd onder de vlag van de RVU wekelijks uitgezonden op Nederland 2.
Tegenwoordig produceert MTNL programma's voor onder andere de VPRO, NCRV en AT5. Naast landelijke uitzendingen op Nederland 2 zijn de programma's te zien op lokale en regionale zenders in Amsterdam, Rotterdam, Utrecht, Den Haag en Flevoland. Op het hoofdkantoor in Amsterdam werken ongeveer 40 mensen, daarnaast is er ook een redactie in Rotterdam.
Na het vertrek van Gerard Reteig werd Bart Römer in 2007 de nieuwe hoofdredacteur. In 2010 werd hij opgevolgd door de huidige hoofdredacteur en algemeen directeur Jos Campman.
Van 1984 tot 2007 was Gerard Reteig directeur en hoofdredacteur van MTV/MTNL. Bij zijn pensioen kreeg hij als afscheidscadeau een jaarlijks terugkerende lezing, gekoppeld aan zijn naam: de Gerard Reteiglezing.  Deze lezing moet de journalistiek vertegenwoordigen waar Reteig zich hard voor heeft gemaakt. Een verhalende, geëngageerde vorm van journalistiek met een interculturele blik. De eerste lezing werd verzorgd door Anil Ramdas, het jaar daarop gevolgd door Naema Tahir. In 2010 was de beurt aan de Canadese professor Lorna Roth.
In 2012 werd aangekondigd dat het kabinet de subsidie van MTNL stopzet. MTNL hield per 1 januari 2013 op te bestaan.

## Programma's
MTNL maakte drie wekelijkse programma's:
- Z.O.Z.: een discussieprogramma waarin Anil Ramdas spreekt met gasten uit politiek en cultuur over onderwerpen die spelen op het snijvlak van samenleving en diversiteit. Z.O.Z. wordt door de VPRO uitgezonden op Nederland 2, door de NCRV op het digitale kanaal Spirit24 en door verschillende lokale en regionale tv-zenders.
- FullColor: een realistisch programma over multiculturele bewoners van de Randstad in het spitsuur van hun leven. Het programma is opgebouwd uit de terugkerende onderdelen Held, Heen & Weer, Belicht, Succes, Pubers en Klein Onderhoud. Van FullColor worden wekelijks eigen edities gemaakt voor Amsterdam, Rotterdam, Utrecht en Flevoland.
- Hotspot: videoclips van eigen bodem, van talentvolle artiesten die in de reguliere media nauwelijks of geen kans krijgen. Hiphop, r&b en alle andere vormen van 'black music' komen aan bod. Hotspot wordt gepresenteerd door rapper-acteur Negativ en is te zien op lokale en regionale zenders in Amsterdam, Rotterdam, Utrecht en Den Haag.

## Bijzondere uitzendingen
- In februari 2008 maakten televisiemakers Vincent van der Lem en Ersin Kiris in opdracht van MTNL De Tegenfilm, over het mogelijke gevaar van Geert Wilders. De Tegenfilm zoekt naar de grenzen van vrijheid van meningsuiting en bestrijdt Wilders met zijn eigen wapens.
- In mei 2008 zond MTNL de 4-delige televisieserie Marokkaanse Trouwma's uit. Programmamaker Samira el Kandoussi gaat hierin op zoek naar de strijd tussen Marokkaanse vrouwen en mannen, hun vooroordelen over elkaar en hun onbeantwoorde verlangens. De serie geeft een kijkje in de keuken van de Marokkaanse dating en huwelijksstrijd.
- In september 2008 zond MTNL een portret uit van Daniel Uneputty, president van de Hells Angels Amsterdam. MTNL-journalist Albitha Wambrauw kon vanwege haar eigen achtergrond een openhartig en persoonlijk portret maken van hem als vader, Molukker en Hells Angel.
- In februari 2010 liet MTNL ter ere van haar 25-jarig bestaan de film Mohammed van Oranje maken. In de film is te zien wat er gebeurt als kroonprinses Amalia in 2035 trouwt met Mohammed.